# Natuurijs

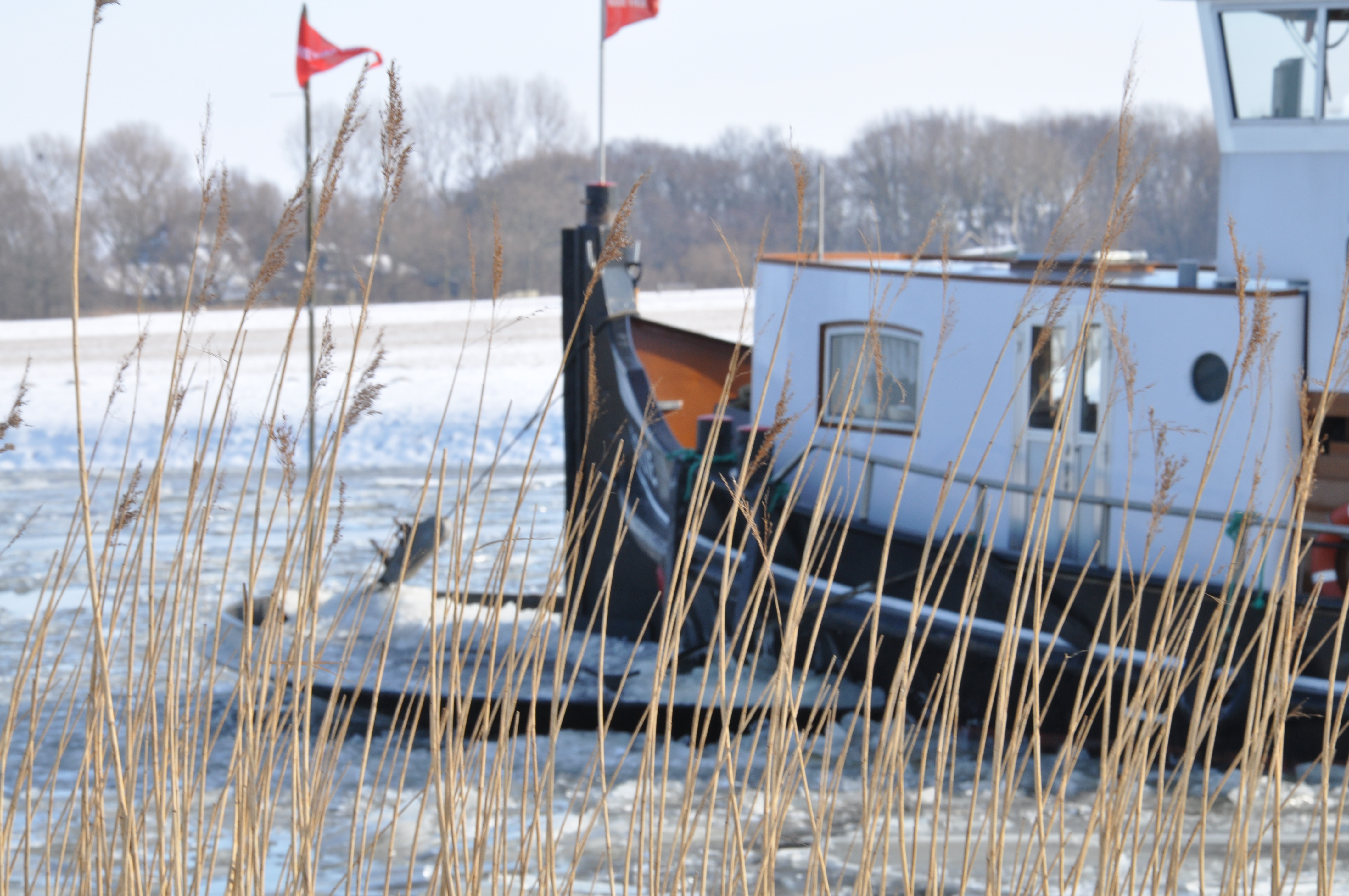
IJsbreker in het Noordhollandsch Kanaal

Natuurijs is ijs (bevroren water) dat op natuurlijke wijze is ontstaan. Het woord wordt meestal gebruikt om natuurlijk ijs aan te duiden waarop kan worden geschaatst, in tegenstelling tot kunstmatig ijs (kunstijs) zoals op een kunstijsbaan. Natuurijs kan men vinden op een natuurijsbaan, maar bij voldoende vorst zal ook op waterlopen of zelfs op open water voldoende ijs liggen om veilig te schaatsen. In Nederland is het ieder jaar een wedstrijd welke ijsclub de eerste marathon op natuurijs organiseert. Wanneer ook de waterlopen dichtvriezen, worden verschillende natuurijsklassiekers verreden.

## Vormen
Voor schaatsijs worden diverse benamingen gebruikt, die vooral gebaseerd zijn op de fysieke eigenschappen van het ijs en op de manier waarop dit ijs het schaatsen beïnvloed is. De meest voorkomende hoofdvormen van schaatsijs op basis van ontstaansvorm zijn:
- Zee-ijs - ijs dat zich heeft gevormd op zout water. Ontstaat pas bij temperaturen lager dan -2°C, maar omdat het ijs zelf zoet is, smelt het pas bij 0°C.
- Zwartijs - volledig doorzichtig ijs, ideaal ijs voor de schaatser, omdat het zeer glad is en het zeer sterk is.
- Sneeuwijs - melkachtig, vaak bros ijs, ontstaan uit een laag gesmolten sneeuw op of in het ijs.
- Grondijs - ijs dat op de bodem is ontstaan en naar boven is komen drijven.
- Pannenkoekenijs - heeft de vorm van grote pannenkoeken met een opstaande rand, ontstaat vaak uit grondijs.

Daarnaast worden nog een aantal benamingen gebruikt op basis van de fysieke eigenschappen van het ijs:
- Dubbeltjesijs - luchtbelletjes van de bodem die in het bevriezende water vast komen te zitten.
- Werkijs - kost veel moeite om op te schaatsen omdat het niet vlak is, door aan elkaar gevroren schotsen, of ribbels.
- Bomijs - ijs waar het water onder vandaan is weggezakt, ligt vaak hol.
- Kwalsterijs - stukken bros ijs, waar een schaats een klein stukje in wegzakt.
- Zandijs, of stofijs - ijs waar veel zand op is gewaaid, zorgt voor botte schaatsen.
- Kistwerken - ijs dat door krachten van de wind omhoog komt en soms zelfs opstapelt.